# Villamejil (kommunhuvudort)
Villamejil är en kommunhuvudort i Spanien.   Den ligger i provinsen Provincia de León och regionen Kastilien och Leon, i den nordvästra delen av landet, 300 km nordväst om huvudstaden Madrid. Villamejil ligger 911 meter över havet och antalet invånare är 862.
Terrängen runt Villamejil är huvudsakligen platt, men västerut är den kuperad. Villamejil ligger nere i en dal. Runt Villamejil är det ganska glesbefolkat, med 38 invånare per kvadratkilometer. Närmaste större samhälle är Astorga, 11,7 km söder om Villamejil. Trakten runt Villamejil består till största delen av jordbruksmark.